# Tito Fernández Álvarez
Amadeo Ramón Fernández Álvarez (San Esteban de Pravia, Principat d'Astúries; 26 de setembre de 1930 – Ronda, Màlaga; 9 de setembre de 2006), conegut com a Tito Fernández, va ser un director de cinema espanyol.

## Biografia
Va néixer a San Esteban de Pravia (Astúries) el 26 de setembre de 1930, fill del miner Gustavo Fernández (sindicalista de la CNT). Va començar a estudiar Enginyeria, però aviat va deixar els estudis per a dedicar-se al món del cinema.
El director va retratar en les seves pel·lícules les obsessions de l'espanyol mitjà dels anys '60 i '70, des de la falta de sexe i diners, a l'enfrontament entre provincianisme i modernitat, en el més pur cinema comercial de l'època. Va encadenar grans èxits del cinema espanyol com les comèdies Aquí están las vicetiples, Margarita se llama mi amor, Sor Ye-yé i Cateto a babor, el thriller Rueda de sospechosos, la policíaca Siete minutos para morir i fins i tot la religiosa El Cristo del océano. Des de l'any 1975 a l'any 2001 la seva pel·lícula No desearás al vecino del quinto va ser el rècord de taquilla a Espanya.
En la seva última etapa es va dedicar principalment a dirigir sèries per a la televisió. Especialment, per a les sèries Los ladrones van a la oficina i la primera temporada de Cuéntame cómo pasó.
Va morir a Ronda el 9 de setembre de 2006 a causa d'un infart després d'anar com a espectador a l'alternativa de Cayetano Rivera Ordóñez.

## Sèries de televisió
- Los ladrones van a la oficina.
- Cuéntame cómo pasó.

## Filmografia
- ¡Ahí va otro recluta! (1960)
- Margarita se llama mi amor (1961)
- ¡Aquí están las vicetiples! (1961)
- Objetivo: las estrellas (1963)
- Rueda de sospechosos (1964)
- Sor Ye-yé (1968)
- Las panteras se comen a los ricos (1969)
- Siete minutos para morir (1969)
- El señorito y las seductoras (1969)
- No desearás al vecino del quinto (1970)
- ¿Quién soy yo? (1970)
- Cateto a babor (1970)
- El diablo cojuelo (1971)
- Simón, contamos contigo (1971)
- El Cristo del océano (1971)
- Los novios de mi mujer (1972)
- Casa Flora (1973)
- Doctor, me gustan las mujeres, ¿es grave? (1973)
- Matrimonio al desnudo (1974)
- Un lujo a su alcance (1975)
- Cómo matar a papá sin hacerle daño (1975)
- El adúltero (1975)
- Cuando los maridos se iban a la guerra (1976)
- Chely (1976)
- Ésta que lo es (1977)
- La insólita y gloriosa hazaña del cipote de Archidona (1979)
- Gay Club (1981)
- Las aventuras de Enrique y Ana (1981)
- ¡¡¡A tope!!! (1983)
- El donante (1985)
- De hombre a hombre (1985)
- La chica de la piscina (1986)
- Aquí, el que no corre... vuela (1992)